# Lars-Henrik Olsen
Lars-Henrik Olsen född 30 juli 1946, är en dansk författare.
Olsen har bland annat skrivit en roman om Bayeuxtapetens tillblivelse, Dværgen fra Normandiet, som också är utgiven i Tyskland och Holland.